# Dhegiha
Dhegiha (zasebna koda: dheg; tudi dhegihan; cegiha) je skupina indijanskih jezikov, ki so se nekoč govorili v prerijah Severne Amerike, zdaj pa v različnih rezervatih v ZDA in Oklahome. Jeziki Dhegiha so uvrščeni v širšo skupino siouanskih jezikov. Imenujejo se po plemenih Dhegiha, ki jih govorijo. 
| - Predstavniki vključujejo: - Kansa-Osage - Kansa (Kansa ali Kaw) † - Osage (Osage) † - Quapaw (Quapaw) - Omaha-Ponca - Omaha (Omaha) - Ponca (Ponca) † |

Kansa in Osage se lahko razumeta, kot tudi Omaha in Ponca. 